# Jökulsá í Lóni
Pour les articles homonymes, voir Jökulsá.
La Jökulsá í Lóni est un fleuve d'Islande qui coule dans l'Est du pays.

## Géographie
Il prend sa source au bout du Vesturdalsjökull, un petit glacier de vallée de l'extrémité orientale du Vatnajökull. Il s'écoule ensuite dans une vallée étroite d'orientation générale nord-ouest-sud-est. Après avoir reçu les eaux de plusieurs rivières et torrents dont le Lambatungnaá sur sa rive droite et le Víðidalsá sur sa rive gauche, le fleuve débouche sur le Jökulsársandur lorsque la vallée s'élargit brusquement et que sa pente devient très faible. Là, il reçoit les eaux d'autres cours d'eau dont les plus importants sont le Skyndidalsá en rive droite et le Hnappadalsá en rive gauche. Il divague alors sous la forme d'un cours d'eau en tresses, longe la petite localité de Stafafell à l'endroit où il est traversé par un pont emprunté par la route 1 et poursuite sa route en traversant la plaine de Lón qui lui a donné son nom. Son embouchure est double : en rive gauche il se jette dans la Lónsvík par un court estuaire commun avec le Lónsfjörður et en rive droite, il se gonfle avec la confluence d'autres cours d'eau, s'élargit et débouche dans Papafjörður qui communique avec la Lónsvík à l'extrémité méridionale de la baie.
Toute la partie supérieure de son cours depuis sa source jusqu'au début du Jökulsársandur est incluse dans la réserve naturelle de Lónsöræfi.

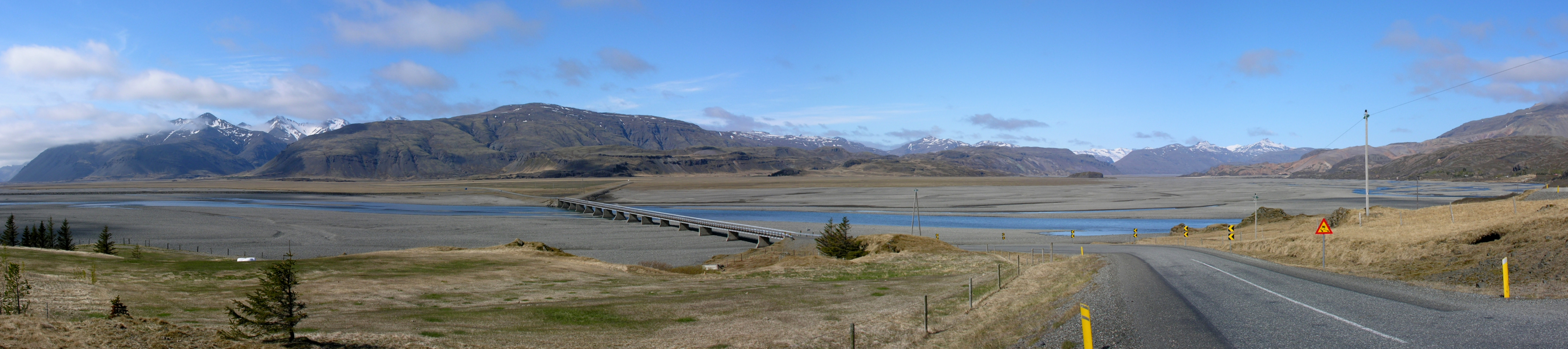
Vue panoramique de la Jökulsá í Lóni traversée par la route 1 au niveau de Stafafell.

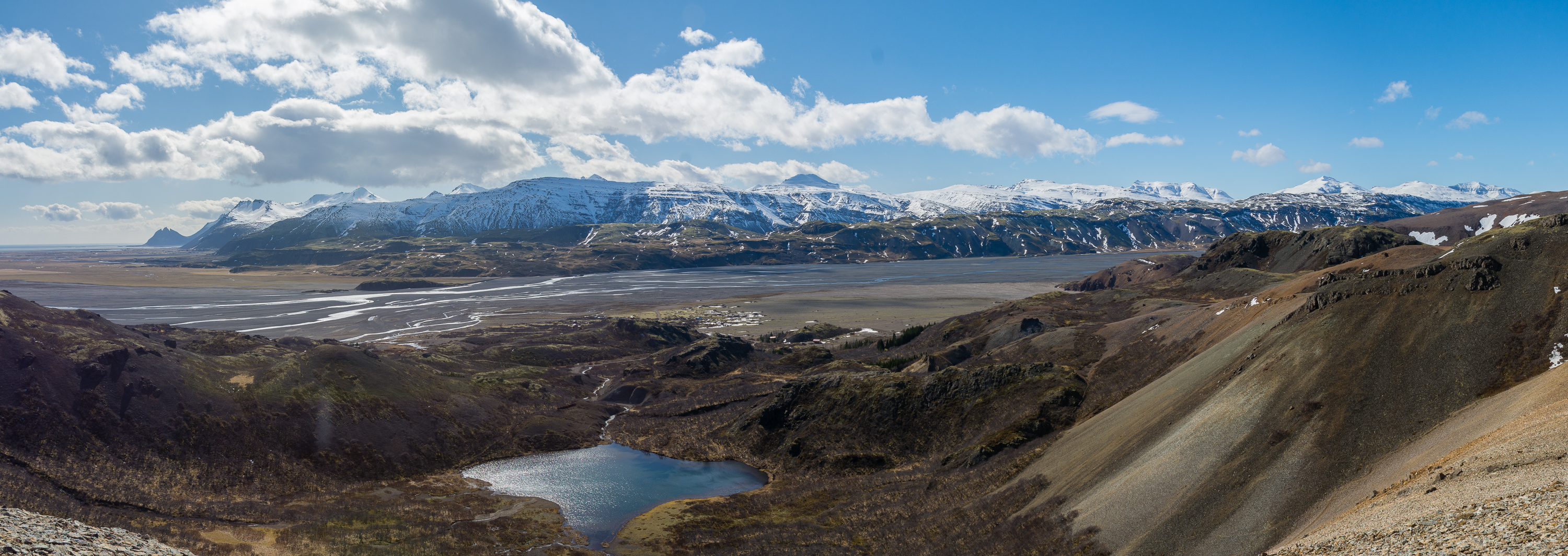
La vallée du Jökulsá í Lóni en avril vue depuis la Gulllaugarfjall;